# 萬谷衣里
萬谷 衣里（まんたに えり、1982年7月24日 - ）は、大阪府大阪市出身のクラシック音楽のピアニスト。

## 略歴
大阪府大阪市で生まれ、4歳でピアノを始める。京都堀川音楽高校を経て、2002年に第7回宮崎国際音楽祭にてウラディーミル・アシュケナージ氏の公開レッスンを受講。大阪市による若手音楽家支援事業「大阪AIS」2003年度アーティストに最年少で選ばれ、本格的な演奏活動を開始。2005年3月東京藝術大学器楽科ピアノ専攻卒業。2006年4月より同大学院音楽研究科ティーチングアシスタント。2007年3月東京芸術大学大学大学院音楽研究科修士課程ピアノ専攻修了。
2007年春に渡独し、同年秋よりドイツ国立ロストック音楽・演劇大学ピアノ科非常勤講師に採用される。同大学ピアノ科および室内楽科ゾリステンクラッセをいずれも最優秀の成績で修了し、ドイツ国家演奏家資格を取得。ロームミュージックファンデーション、ヤマハ音楽振興会より奨学金を得る。現在ドイツ・ベルリン在住。ドイツ国立ロストック音楽演劇大学、州立オーバーハーフェル音楽学校にてピアノ科非常勤講師をつとめる。また、全日本ピアノ指導者協会正会員、同コンペティション審査員、ステップアドバイザー。
これまでにピアノを横井悦子、大橋邦康、野島洋子、宮崎剛、中田元子、福井尚子、角野裕、ベルント・ツァック、アルヌルフ・フォン・アルニム、アレキサンダー・イエンナーの各氏に、歌曲伴奏をコンラート・リヒターに師事。ソリストとして毎年日本で定期的にリサイタルを行いながら、ドイツ、フランス、イタリア、ポーランド、オーストリア等での音楽祭およびリサイタルに出演するなど、ヨーロッパ各国で演奏している。ソロだけでなく、北ドイツ・フィルハーモニー管弦楽団、アブルッツォ交響楽団、ヴロツワフ・フィルハーモニー管弦楽団、関西フィルハーモニー管弦楽団、ミュンヘン・モテット合唱団、ハンブルク交響楽団等と共演している。

## ディスコグラフィ
- 『East Side Rhapsody Liszt & Enesc 』 (2011年11月23日、CD, SPACE SHOWER MUSIC, DQC-804）[4]
- 『Domenico Scarlatti Sonatas 』 (2017年2月3日、Hybrid SACD, MDG, MDG 904 1987-6）[5]

## 受賞歴
- 1997年 - 第51回全日本学生音楽コンクール大阪大会 中学校の部 第3位[6]
- 1998年 - 第22回ピティナ・ピアノコンペティション全国大会 銀賞 F級、洗足学園前田賞[7]
- 2004年 - 第1回ザイラー国際ピアノコンクール・イン・ジャパン第3位[注釈 2]
- 2005年 - 第1回ルーマニア国際音楽コンクール（東京）第1位[8][注釈 3]
- 2007年 - 第11回国際シューベルトコンクール・ドルトムント（独・ドルトムント） 第5位[9]
- 2008年 - 第4回リスト国際ピアノコンクール・ブロツワフ（波蘭・ブロツワフ）第5位[10]
- 2009年 - 第30回音楽クリティック・クラブ賞奨励賞[11]
- 2010年 - 第16回ショパン国際ピアノコンクール ディプロマ[12]
- 2010年 - 第29回アレッサンドロ・カーサグランデ国際ピアノコンクール（イタリア）第2位（1位無し）[13][注釈 4]
- 2014年 - 第24回青山音楽賞[14]
- 2015年 - 第22回ブラームス国際コンクール入賞[15]